# Zwickmühle (Mühlespiel)

Beispiel einer durch fünf rote Spielsteine gebildeten Zwickmühle

Eine Zwickmühle (ⓘ, in Oberschwaben auch Fickmühle, in der Schweiz Figgi und Müli genannt) ist eine Spielstellung beim Mühlespiel, bestehend aus fünf (im Bild roten) Spielsteinen, bei der mit einem Zug eine bestehende Mühle geöffnet und eine andere offene Mühle geschlossen wird. Ein entsprechender Zug in die gegensinnige Richtung bewirkt wiederum das Schließen der vorher geöffneten Mühle. Mit jedem Zug kann rot einen Spielstein von blau entfernen. Blau befindet sich „in der Zwickmühle“, da – wie auch immer er zieht – er bei jedem Zug von rot einen Stein verliert.

Beispiel einer mit drei gelben Steinen gebildeten Zwickmühle in der Endphase

Auch eine Kombination über Eck in der Endphase mit nur noch drei Steinen (im Bild gelb), in der diese zwei offene Mühlen bilden, die durch Springen geschlossen werden können, wird als Zwickmühle bezeichnet. Hier hat gelb zwei Handlungs- bzw. Sprungoptionen, bei der er in seinem nächstfolgenden Sprung wahlweise eine der beiden offenen Mühlen schließen kann. Das Bilden dieser Zwickmühle hat für den nun am Zug befindlichen Spielgegner (türkis) zur Folge, dass dieser mit einem einzelnen Zug oder Sprung keine Möglichkeit hat, beide offenen Mühlen (Konstellation aus zwei Spielsteinen einer Farbe) zu blockieren, und so zwangsläufig einen Spielstein verlieren wird.
Aus dieser Bedeutung hat sich der übertragene Sinn von Zwickmühle als ein Synonym für Dilemma entwickelt. Auch in der Schweiz wird der Begriff Figgi und Müli im übertragenen Sinne verwendet: Figgi und Müli zu haben bedeutet, zwei gleichwertige Alternativen zu besitzen.